# Plemberk

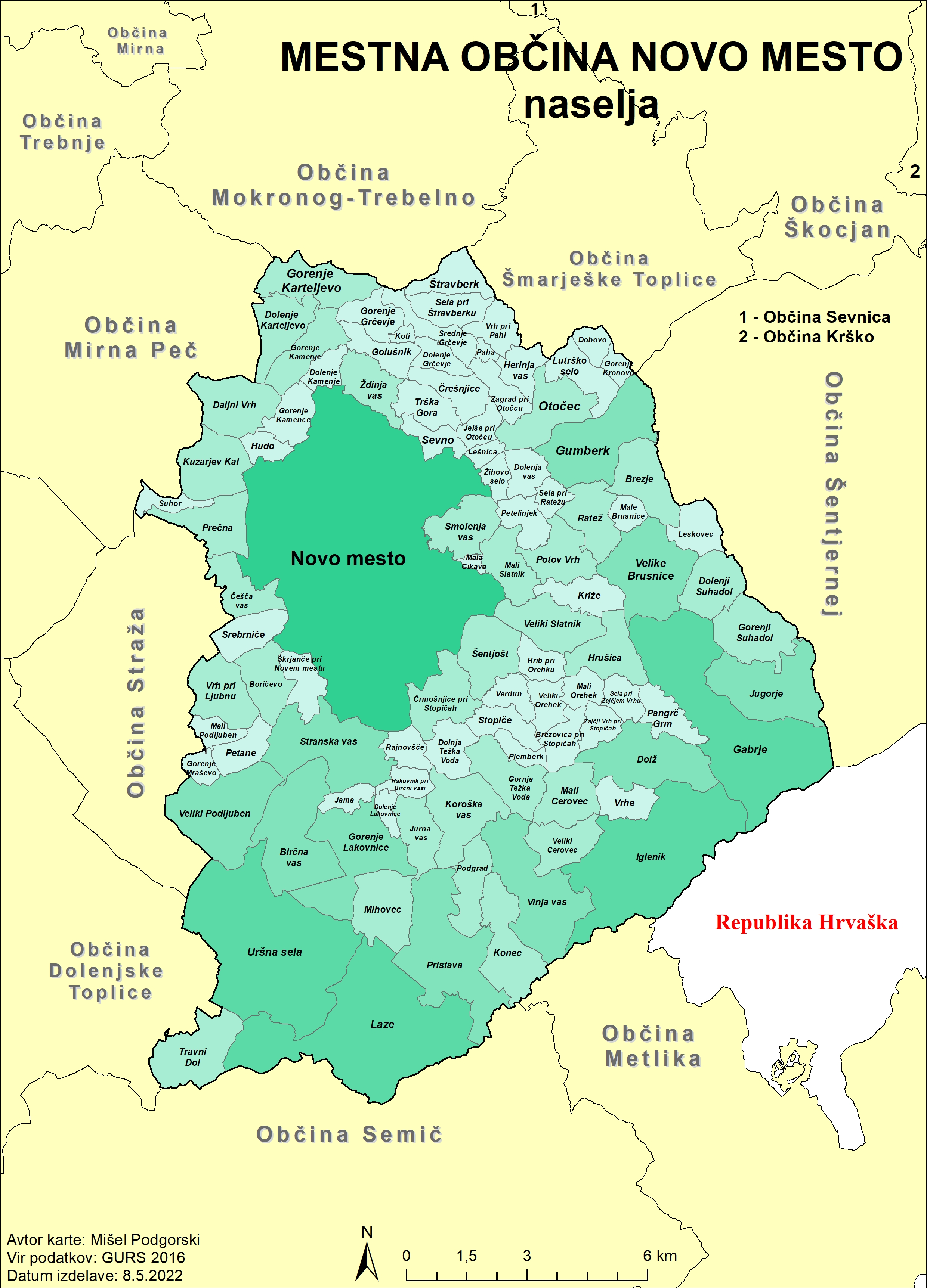
Ortschaften der Stadtgemeinde Novo mesto

Plemberk (dt. Plemberg) ist eine Ortschaft in der slowenischen Stadtgemeinde Novo mesto im Osten des Landes. Das Dorf gehört zur Ortsgemeinschaft Stopiče.

## Lage
Das Stadtzentrum von Novo Mesto, der Hauptstadt der gleichnamigen Gemeinde, liegt knapp fünf Kilometer in nordwestlicher Richtung entfernt. Unterhalb des auf einer Anhebung liegenden Dorfes entspringt der Bach Težka voda, der in die Krka mündet.